# Phiên âm Bình thoại
Phiên âm Bình thoại (tiếng Mân Đông: Bàng-uâ-cê, tiếng Mân Đông chữ Hán: 平話字, tiếng Anh: Foochow Romanized), hay Bình thoại tự, La Mã hóa Phúc Châu, là một hệ thống chữ viết dùng để chú âm các biến thể của tiếng Mân Đông, một dạng của tiếng Hoa hay phương ngữ Trung Quốc.